# Arrosès
Arrosès (prononcé [aʁozɛs]) est une commune française, située dans le département des Pyrénées-Atlantiques en région Nouvelle-Aquitaine.

## Géographie

### Localisation
La commune d'Arrosès se trouve dans le département des Pyrénées-Atlantiques, en région Nouvelle-Aquitaine.
Elle se situe à 44 km par la route de Pau, préfecture du département, et à 41 km de Serres-Castet, bureau centralisateur du canton des Terres des Luys et Coteaux du Vic-Bilh dont dépend la commune depuis 2015 pour les élections départementales. 
La commune fait en outre partie du bassin de vie de Lembeye.
Les communes les plus proches sont : 
Aurions-Idernes (2,2 km), Crouseilles (2,6 km), Aydie (3,2 km), Mont-Disse (3,6 km), Lasserre (3,8 km), Cadillon (4,0 km), Madiran (4,3 km), Aubous (4,4 km).
Sur le plan historique et culturel, Arrosès fait partie de la province du Béarn, qui fut également un État et qui présente une unité historique et culturelle à laquelle s’oppose une diversité frappante de paysages au relief tourmenté.

### Communes limitrophes
Les communes limitrophes sont  Aurions-Idernes, Aydie, Crouseilles, Madiran, Mont-Disse et Saint-Lanne.
|                 | Aydie   | Saint-Lanne (Hautes-Pyrénées) |
| Mont-Disse      | Arrosès | Madiran (Hautes-Pyrénées)     |
| Aurions-Idernes |         | Crouseilles                   |

### Hydrographie

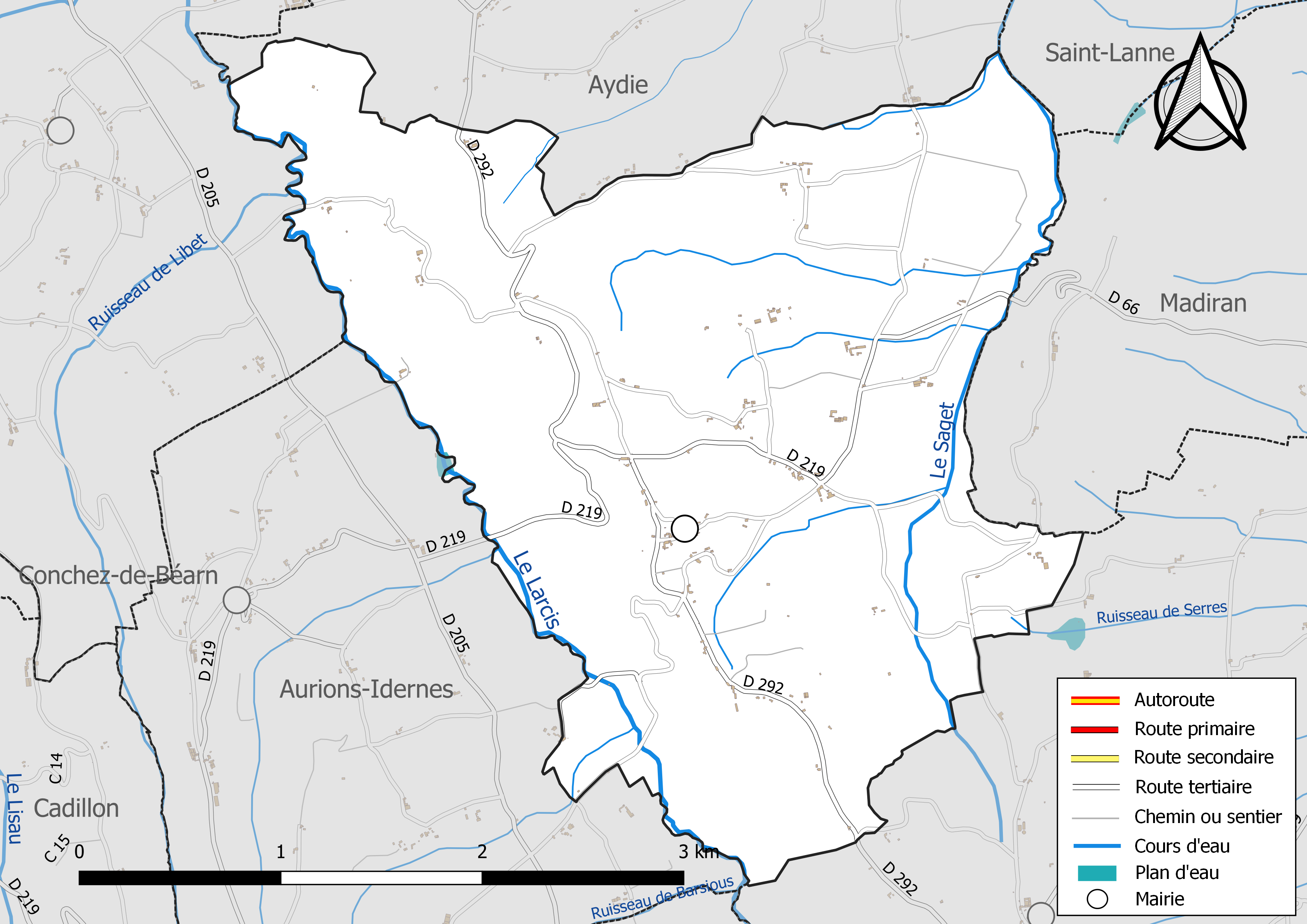
Réseaux hydrographique et routier d'Arrosès.

La commune est drainée par le Larcis, le Saget, le ruisseau de Libet, le ruisseau de Serres, et par divers petits cours d'eau, constituant un réseau hydrographique de 14 km de longueur totale,.
Le Larcis, d'une longueur totale de 34,8 km, prend sa source dans la commune de Luc-Armau, et s'écoule vers le nord-ouest. Il se jette dans le Léez à Projan, après avoir traversé 20 communes.
Le Saget, d'une longueur totale de 18,7 km, prend sa source dans la commune de Crouseilles et s'écoule du sud vers le nord. Il traverse la commune et se jette dans l'Adour à Saint-Mont, après avoir traversé 10 communes.

### Climat
Pour des articles plus généraux, voir Climat de la Nouvelle-Aquitaine et Climat des Pyrénées-Atlantiques.
Historiquement, la commune est exposée à un climat océanique aquitain.  
En 2020, Météo-France publie une typologie des climats de la France métropolitaine dans laquelle la commune est dans une zone de transition entre le climat océanique et le climat océanique altéré et est dans la région climatique Aquitaine, Gascogne, caractérisée par une pluviométrie abondante au printemps, modérée en automne, un faible ensoleillement au printemps, un été chaud (19,5 °C), des vents faibles, des brouillards fréquents en automne et en hiver et des orages fréquents en été (15 à 20 jours).
Pour la période 1971-2000, la température annuelle moyenne est de 13,3 °C, avec une amplitude thermique annuelle de 14,7 °C. Le cumul annuel moyen de précipitations est de 1 027 mm, avec 11,5 jours de précipitations en janvier et 7,5 jours en juillet. Pour la période 1991-2020, la température moyenne annuelle observée sur la station météorologique la plus proche, située sur la commune de Mont-Disse à 4 km à vol d'oiseau, est de 13,9 °C et le cumul annuel moyen de précipitations est de 1 010,8 mm,. Pour l'avenir, les paramètres climatiques de la commune estimés pour 2050 selon différents scénarios d'émission de gaz à effet de serre sont consultables sur un site dédié publié par Météo-France en novembre 2022.

### Milieux naturels et biodiversité
Aucun espace naturel présentant un intérêt patrimonial n'est recensé sur la commune dans l'inventaire national du patrimoine naturel,,.

## Urbanisme

### Typologie
Au 1er janvier 2024, Arrosès est catégorisée commune rurale à habitat très dispersé, selon la nouvelle grille communale de densité à sept niveaux définie par l'Insee en 2022.
Elle est située hors unité urbaine et hors attraction des villes,.

### Occupation des sols

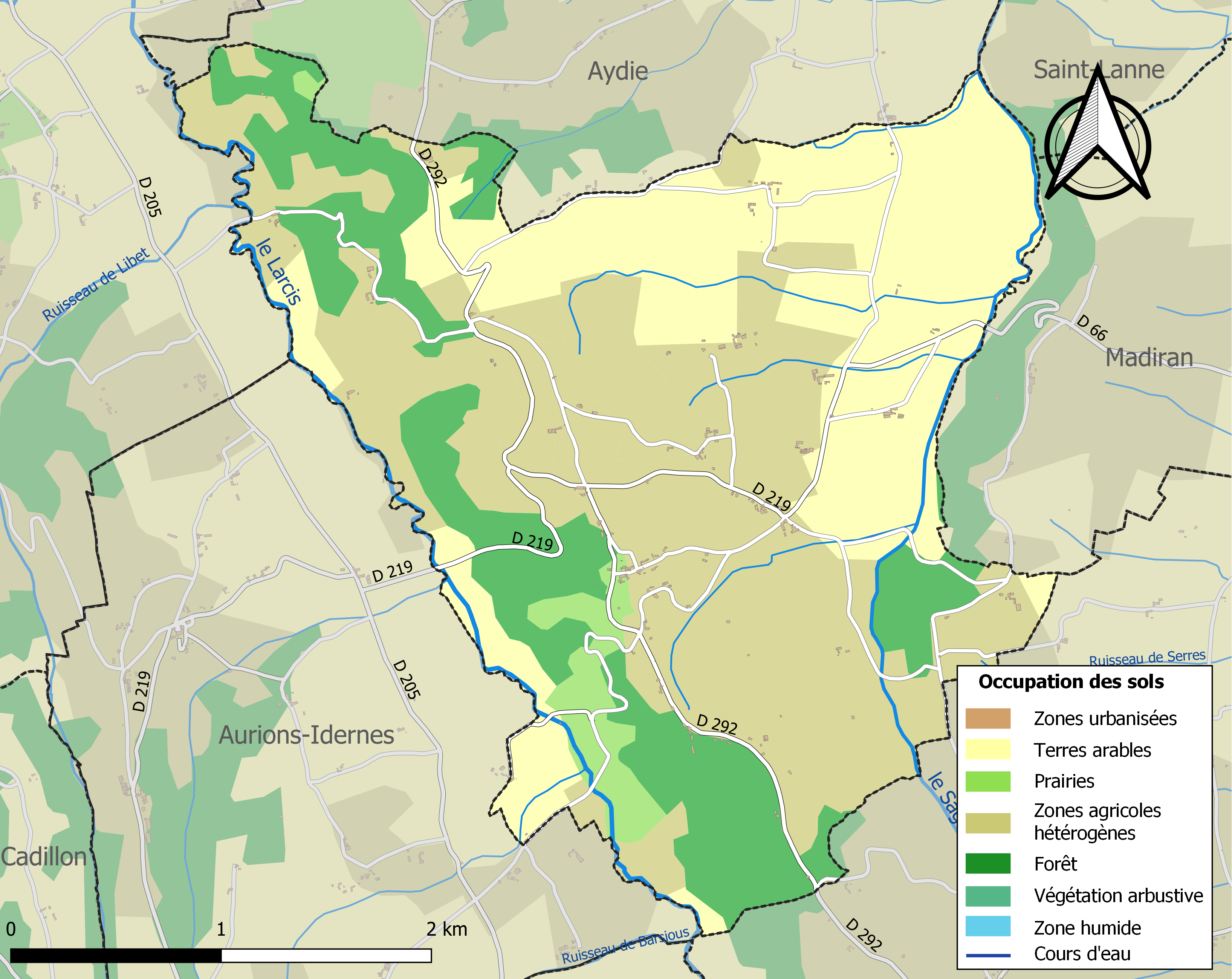
Carte des infrastructures et de l'occupation des sols de la commune en 2018 (CLC).

L'occupation des sols de la commune, telle qu'elle ressort de la base de données européenne d’occupation biophysique des sols Corine Land Cover (CLC), est marquée par l'importance des territoires agricoles (80,9 % en 2018), une proportion identique à celle de 1990 (80,9 %). La répartition détaillée en 2018 est la suivante : 
zones agricoles hétérogènes (45,6 %), terres arables (28,3 %), forêts (19,1 %), cultures permanentes (3,5 %), prairies (3,5 %). L'évolution de l’occupation des sols de la commune et de ses infrastructures peut être observée sur les différentes représentations cartographiques du territoire : la carte de Cassini (XVIIIe siècle), la carte d'état-major (1820-1866) et les cartes ou photos aériennes de l'IGN pour la période actuelle (1950 à aujourd'hui).

### Lieux-dits et hameaux
- Auvian[6]
- Baradat[24]
- Barbau[6]
- Baylou[6]
- Bigarat[6]
- Bouézou[25]
- Bousigué[6]
- Bouziquet[6]
- Cantounet[6]
- Couet[6]
- Crecq[6]
- Ducos[6]
- Duliès[6]
- Flandres[26]
- Grange[6]
- Haget[6]
- Hourat[6]
- Jouet[6]
- Lasgrabes[6]
- Laudique[6]
- Lavielle[6]
- Mombet[27],[6]
- Mondain[6]
- la Mothe[6],[24]
- Paris[6]
- Peyret[6]
- Raguet[6]
- Regard[6]
- Ribès[6]
- Sassié[6]
- Tapounet[6]
- Tillet[6]

### Voies de communication et transports
Elle est desservie par les routes départementales D 219 et D 292.

### Risques majeurs
Le territoire de la commune d'Arrosès est vulnérable à différents aléas naturels : météorologiques (tempête, orage, neige, grand froid, canicule ou sécheresse), inondations et séisme (sismicité modérée). Un site publié par le BRGM permet d'évaluer simplement et rapidement les risques d'un bien localisé soit par son adresse soit par le numéro de sa parcelle.
Certaines parties du territoire communal sont susceptibles d’être affectées par le risque d’inondation par une crue torrentielle ou à montée rapide de cours d'eau, notamment le Saget et le Larcis. La commune a été reconnue en état de catastrophe naturelle au titre des dommages causés par les inondations et coulées de boue survenues en 1982 et 2009,.

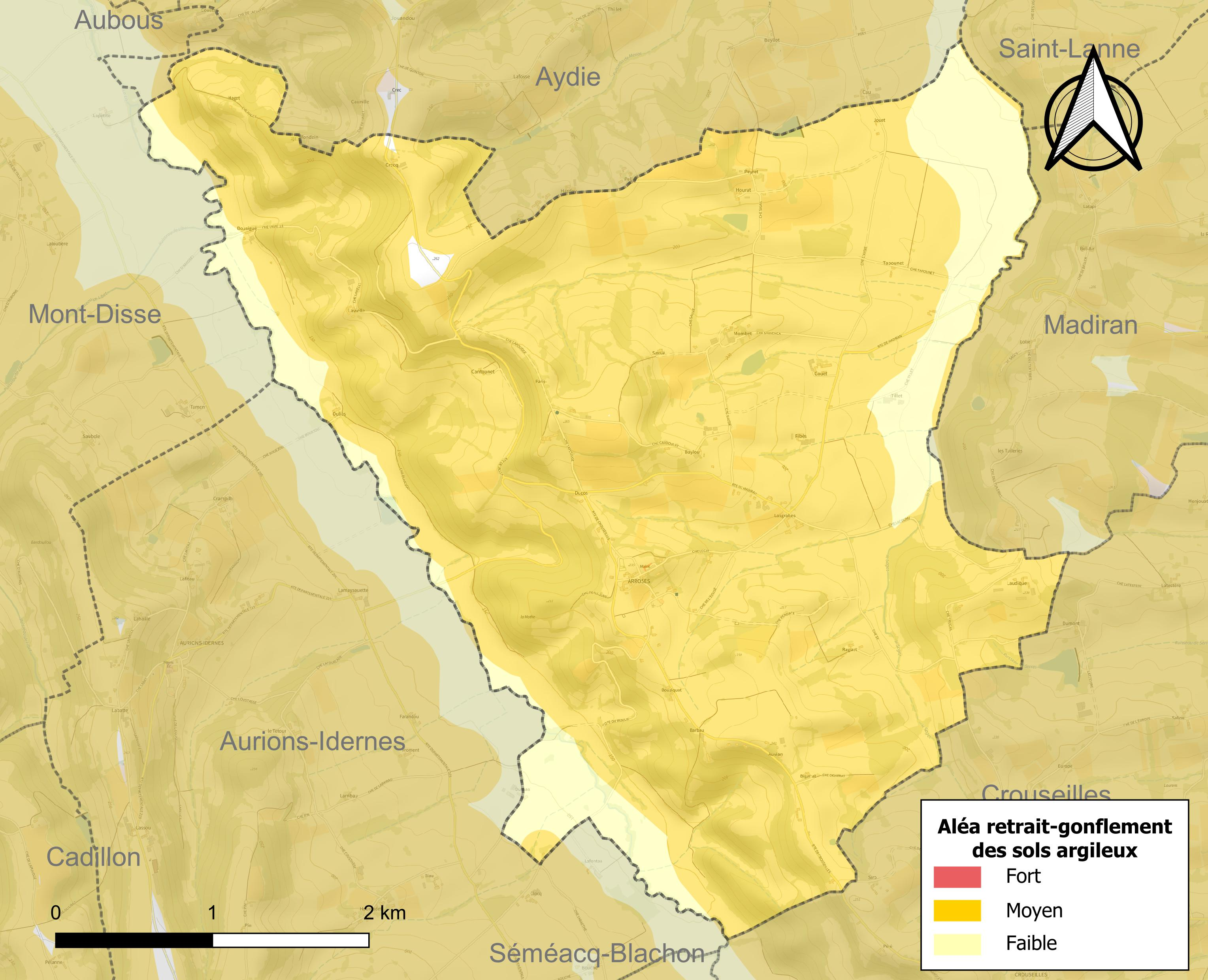
Carte des zones d'aléa retrait-gonflement des sols argileux d'Arrosès.

Le retrait-gonflement des sols argileux est susceptible d'engendrer des dommages importants aux bâtiments en cas d’alternance de périodes de sécheresse et de pluie. 88,3 % de la superficie communale est en aléa moyen ou fort (59 % au niveau départemental et 48,5 % au niveau national). Depuis le 1er octobre 2020, en application de la loi ELAN, différentes contraintes s'imposent aux vendeurs, maîtres d'ouvrages ou constructeurs de biens situés dans une zone classée en aléa moyen ou fort,.

## Toponymie
Le toponyme Arrosès apparaît sous les formes 
Aroses, Arozee, Arosser, Arozer et Arroser (respectivement 1385, XIVe siècle pour les trois formes suivantes et 1402, censier de Béarn), 
Rosees (1472, titres d'affièvement d'Arrosès), 
Arrosers (1487, registre des Établissements de Béarn), 
Rosses, Arrosees, Arrozes, Rosez et Arrouzès (respectivement 1538 pour les deux premières formes, 1546, 1675 et 1686, réformation de Béarn), 
Rosés sur la carte de Cassini (fin XVIIIe siècle) et 
Arroses (1793).
Son nom béarnais est Arrosés ou Arrousès. Michel Grosclaude propose comme étymologie, l’anthroponyme très répandu dans les Pyrénées et la péninsule ibérique, et bien attesté au Moyen Âge, Arrosés.
La lande Arblé est mentionnée par le dictionnaire de 1863.
Baradat est une ferme de la commune, citée en 1863, par le dictionnaire topographique Béarn-Pays basque.
La Barthe désignait en 1863, une lande de la commune et Les Grabes une ferme.
Chaudelet est une ferme mentionnée par le dictionnaire de 1863.
Le même dictionnaire signale deux écarts d’Arrosès du nom de Crestia ou Chrestiàa et Espiau et deux fermes du nom de les Garbères et le Gog.
Le moulin de Lamothe est cité par le dictionnaire de 1863.
Larbareng est un écart mentionné en 1863, tout comme Lorthe, autre hameau, et la ferme Peirolis.
La ferme Mané fait l’objet d’une référence dans le dictionnaire de 1863.
La Mothe était un fief d’Arrosès, vassal de la vicomté de Béarn, dont le nom est indiqué sous les formes 
la Mota d’Arroses (1538, réformation de Béarn) et 
la Motte (1863, dictionnaire topographique Béarn-Pays basque).
La Salle, ancienne ferme du village, est mentionnée sous la graphie Lassale en 1776 (terrier d'Arrosès).
Sinsoos était une ferme d’Arrosès dont il est fait mention dans le dictionnaire de 1863.

## Histoire
Paul Raymond note qu'en 1385, Arrosès comptait 31 feux et dépendait du bailliage de Lembeye. Il existait à Arrosès une dîme dite de Sainte-Rose.

## Politique et administration

### Liste des maires
| Période                                  | Période  | Identité            | Étiquette | Qualité     |
| ---------------------------------------- | -------- | ------------------- | --------- | ----------- |
| 1995                                     | 2001     | Francis Cazenave    |           |             |
| 2001                                     | 2008     | Gérard Saint-Martin |           |             |
| 2008                                     | 2014     | Christian Labat     |           |             |
| 2014                                     | En cours | Michel Cantounet    | SE        | Agriculteur |
| Les données manquantes sont à compléter. |          |                     |           |             |

### Intercommunalité
Arrosès fait partie de cinq structures intercommunales :
- la communauté de communes du Nord-Est Béarn ;
- le SIVU de la voirie du canton de Lembeye ;
- le SIVU de regroupement pédagogique d'Aurions-Idernes, Arrosès, Séméacq-Blachon et Moncaup ;
- le syndicat d'énergie des Pyrénées-Atlantiques ;
- le syndicat intercommunal d'alimentation en eau potable (SIAEP) du Vic-Bilh Montaneres.

## Population et société

### Démographie
En 1385, Arrosès comptait 31 ostaus et Sauvernéa, 6.
L'évolution du nombre d'habitants est connue à travers les recensements de la population effectués dans la commune depuis 1793. Pour les communes de moins de 10 000 habitants, une enquête de recensement portant sur toute la population est réalisée tous les cinq ans, les populations de référence des années intermédiaires étant quant à elles estimées par interpolation ou extrapolation. Pour la commune, le premier recensement exhaustif entrant dans le cadre du nouveau dispositif a été réalisé en 2006.

En 2022, la commune comptait 136 habitants, en évolution de −2,86 % par rapport à 2016 (Pyrénées-Atlantiques : +3,78 %, France hors Mayotte : +2,11 %).
| 1793 | 1800 | 1806 | 1821 | 1831 | 1836 | 1841 | 1846 | 1851 |
| ---- | ---- | ---- | ---- | ---- | ---- | ---- | ---- | ---- |
| 466  | 358  | 454  | 463  | 517  | 554  | 645  | 679  | 621  |

| 1856 | 1861 | 1866 | 1872 | 1876 | 1881 | 1886 | 1891 | 1896 |
| ---- | ---- | ---- | ---- | ---- | ---- | ---- | ---- | ---- |
| 597  | 515  | 504  | 492  | 486  | 462  | 478  | 414  | 415  |

| 1901 | 1906 | 1911 | 1921 | 1926 | 1931 | 1936 | 1946 | 1954 |
| ---- | ---- | ---- | ---- | ---- | ---- | ---- | ---- | ---- |
| 403  | 332  | 310  | 259  | 267  | 223  | 216  | 198  | 183  |

| 1962 | 1968 | 1975 | 1982 | 1990 | 1999 | 2006 | 2011 | 2016 |
| ---- | ---- | ---- | ---- | ---- | ---- | ---- | ---- | ---- |
| 187  | 203  | 178  | 159  | 145  | 141  | 149  | 146  | 140  |

| 2021 | 2022 | - | - | - | - | - | - | - |
| ---- | ---- | - | - | - | - | - | - | - |
| 137  | 136  | - | - | - | - | - | - | - |

## Économie
La commune fait partie des zones d'appellation d'origine contrôlée (AOC) du madiran, du pacherenc-du-vic-bilh et du béarn.

## Culture locale et patrimoine

### Lieux et monuments

#### Patrimoine civil
Un ensemble fortifié (motte, basse-cour, maison) témoigne de la présence d'une seigneurie dès le XIe siècle.
L'inventaire fondamental mené en 1968 par le ministère de la Culture recense 25 édifices antérieurs à 1871.
Au lieu-dit Mombet se trouve une demeure de notable construite au XVIIIe siècle, dite château de Sauvernéa. On y trouve une dalle funéraire datée de 1762 ainsi qu'un buffet et une girouette, tous deux du XVIIIe siècle. Une ferme, au lieu-dit Flandres, date de la même époque.
Une maison du lieu-dit Bouézou détient une stèle discoïdale du XVIIe siècle, provenant de l'ancienne église aujourd'hui détruite.

#### Patrimoine religieux
L'église Notre-Dame-de-l'Assomption date partiellement du XIIe siècle. Elle recèle du mobilier,,,,,,,,,,,,,  un tableau,  des statues,, et  des objets,,,,, inscrits à l'Inventaire général du patrimoine culturel.